# 上総中野駅
上総中野駅（かずさなかのえき）は、千葉県夷隅郡大多喜町堀切にある、小湊鉄道・いすみ鉄道の駅である。小湊鉄道線・いすみ線が乗り入れ、接続駅となっている。

## 概要
養老渓谷（千葉県立養老渓谷奥清澄自然公園・養老渓谷温泉）への路線バスによるアクセス拠点の一つとなっており、観光シーズンの土日祝日等には臨時の探勝バスが運行される。
小湊鉄道線で唯一市原市ではなく大多喜町にある。

## 歴史
小湊鉄道は当初、内房線の五井駅と外房線の安房小湊駅を結ぼうとしていた。一方で、当時の国鉄（現：いすみ鉄道）は大原駅と木更津駅を上総亀山駅を通じ、現在の久留里線を経由して結ぼうとしていた（木原線）。2つの成らなかった房総横断線が当駅で接続した。

### 年表
- 1928年（昭和3年）5月16日：小湊鉄道により開業[2]。
- 1934年（昭和9年）8月26日：鉄道省（国鉄）木原線が開業、一般駅[3][4]。
- 1974年（昭和49年）10月1日：国鉄木原線の貨物営業廃止、旅客駅となる[3]。
- 1984年（昭和59年）2月1日：国鉄木原線の荷物営業廃止[3]。
- 1987年（昭和62年）4月1日：国鉄分割民営化により、JR東日本木原線となる[3]。
- 1988年（昭和63年）3月24日：JR木原線がいすみ鉄道いすみ線に転換される[3][5]。同時に無人駅となり小湊鉄道線がスタフ閉塞になる。
- 1989年（平成元年）：駅舎改築。
- 2013年（平成25年）10月16日：台風26号の影響で小湊鉄道線運休。土砂崩れ等で養老渓谷駅 - 当駅間が代行バスによる運行となる[6]。
- 2014年（平成26年）3月20日：養老渓谷駅 - 当駅間の運行を再開[7]。

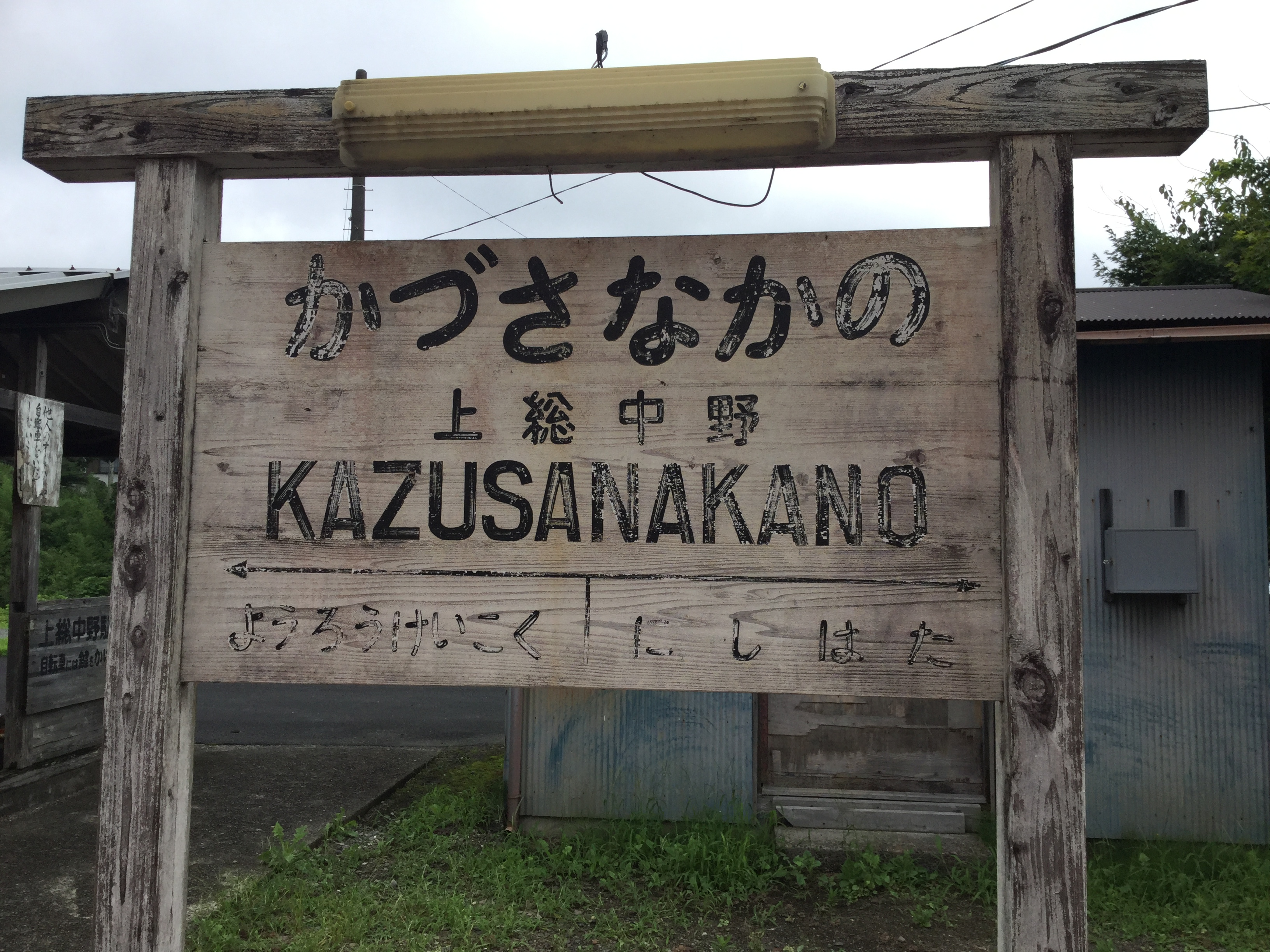
小湊鐡道の旧駅名標（2016年7月）

## 駅構造
小湊鉄道・いすみ鉄道それぞれに単式ホーム1面1線を有する地上駅。木造駅舎を有する。駅舎に接するホームを小湊鉄道が、奥側のホームの片面をいすみ鉄道が使用する。2路線が接続するが無人駅となっており、有人時代は1989年辺りまで木造の駅舎が存在していたほか、国鉄（後:JR東日本）の職員が常駐して小湊鉄道側の駅業務とタブレットの取り扱いを行っていた。ただし、駅施設自体は小湊鉄道が管理していたため、窓口で販売された国鉄→JR東日本の乗車券には、発行駅に私鉄の管理駅を示す丸囲みで「社」の記号がついていた。
駅構内には公衆トイレはないが、駅舎に向かって左側に公衆トイレ（竹をモチーフにした建造物）がある。
小湊鉄道といすみ鉄道の本線はそれぞれ車止めになって接続していないが、駅舎と反対側にある側線で接続されており、乗客の取り扱いはできないものの車両の往来だけなら可能になっている。2011年5月にはいすみ鉄道の保線用モーターカーが小湊鉄道に譲渡され、この側線を経由して小湊鉄道五井機関区まで回送された。なお、有人駅時代は島式ホームの駅舎側も小湊鉄道が使用し、両線のレールが接続されていた。
小湊鉄道側は養老渓谷駅 - 当駅間の列車本数が1日8往復である。また、小湊鉄道線・いすみ線とも列車の停泊がなく、そのまま折り返す。昔は夜間留置が設定されていた。

### のりば
| のりば | 路線        | 行先               |
| ------ | ----------- | ------------------ |
| 駅舎側 | ■小湊鉄道線 | 上総牛久・五井方面 |
| 反対側 | ■いすみ線   | 大多喜・大原方面   |

※案内上ののりば番号は割り当てられていない。

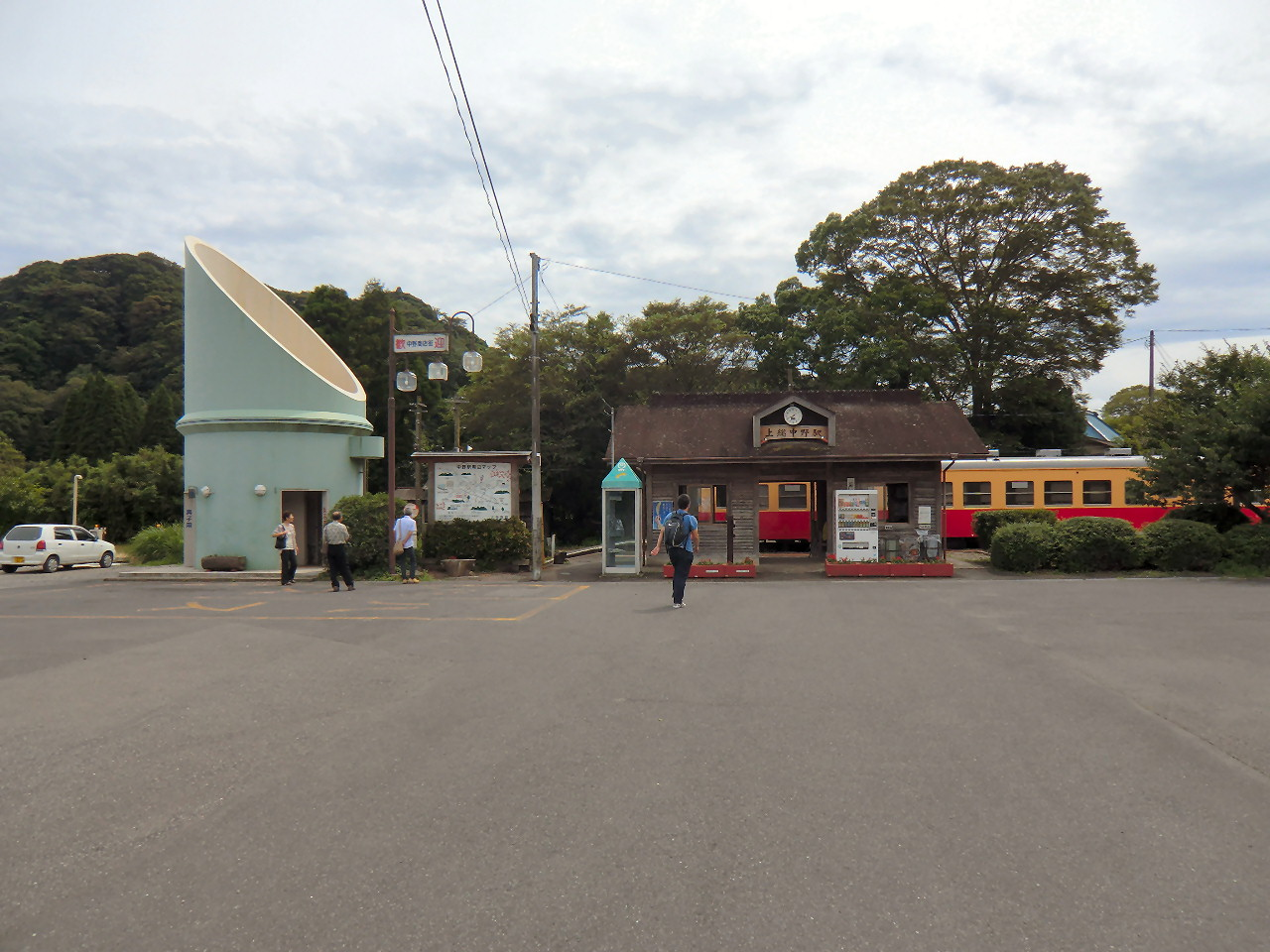
駅前広場（2011年7月）※竹型建造物は公衆トイレ
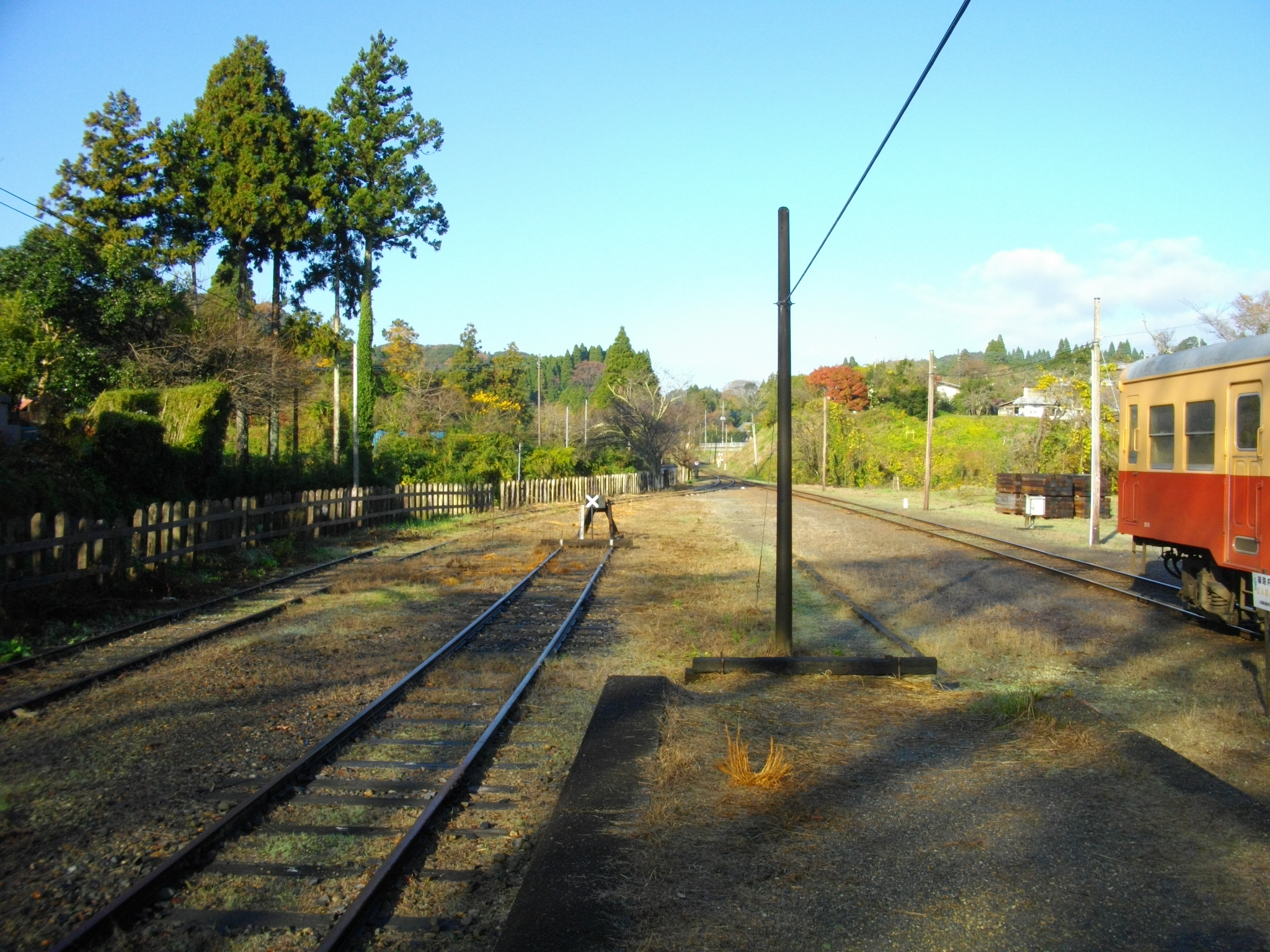
駅構内（2014年11月）※左の線路が両鉄道を結ぶ側線
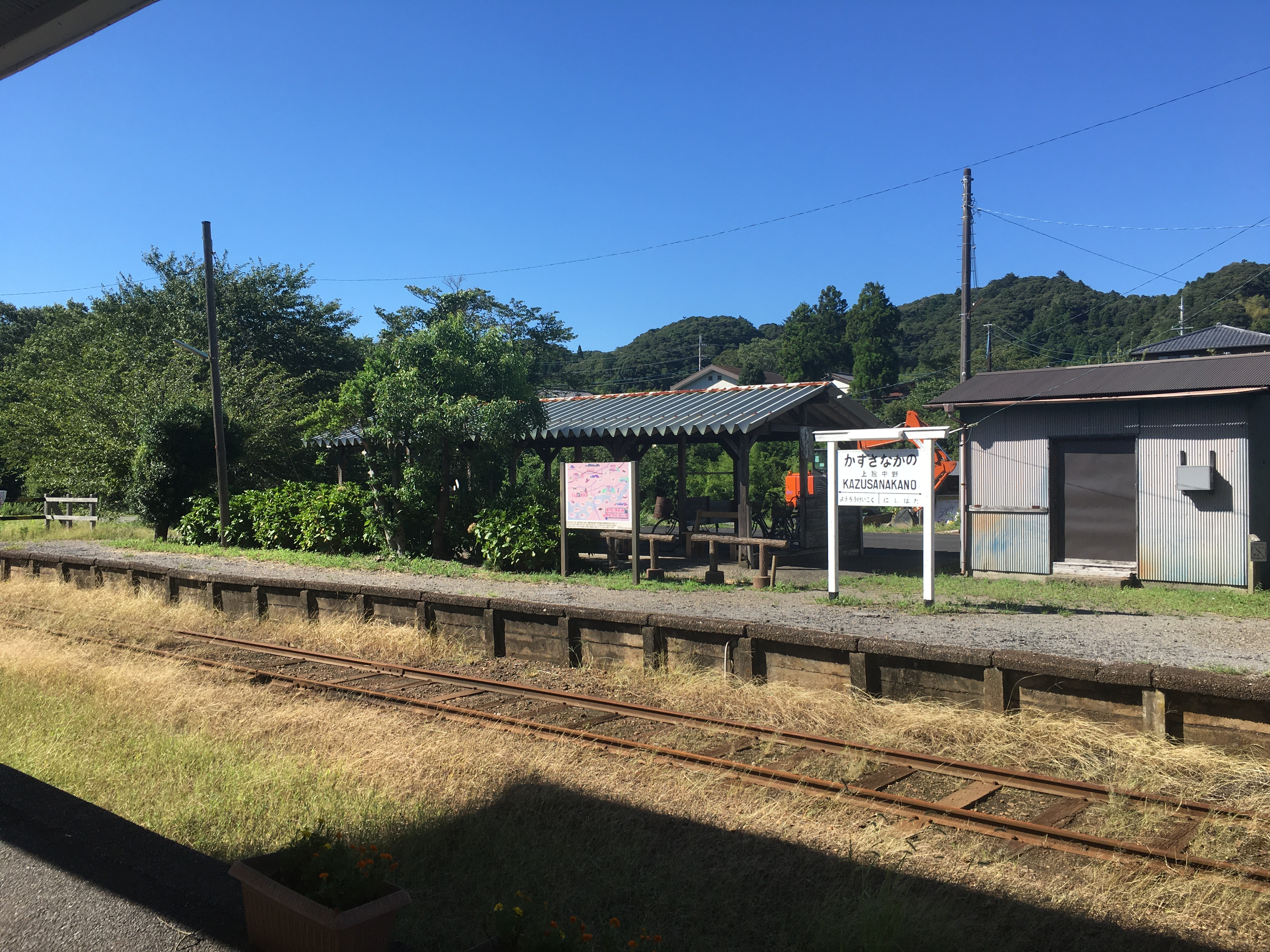
小湊鐡道線ホーム（2021年8月）
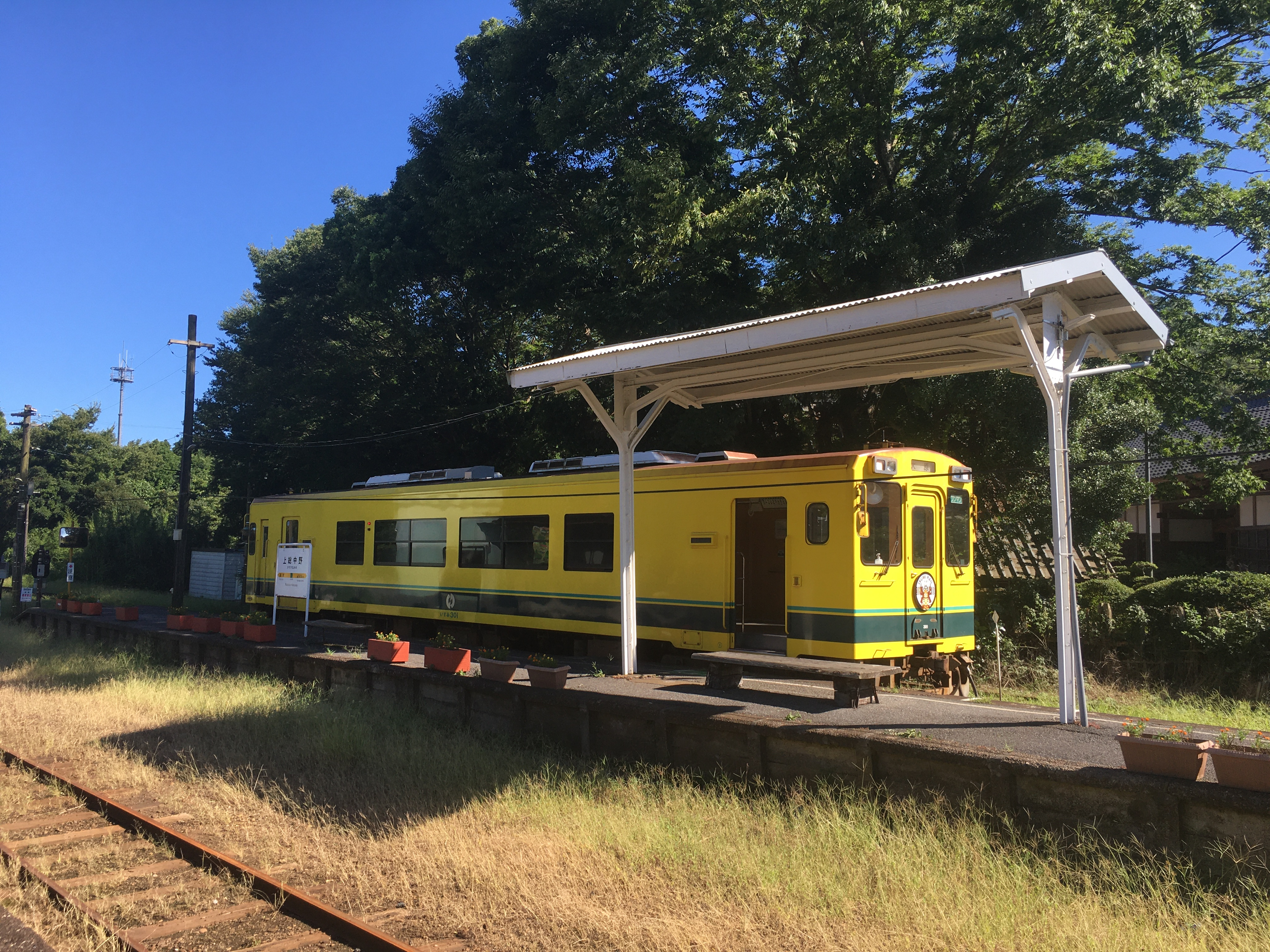
いすみ鉄道線ホーム（2021年8月）
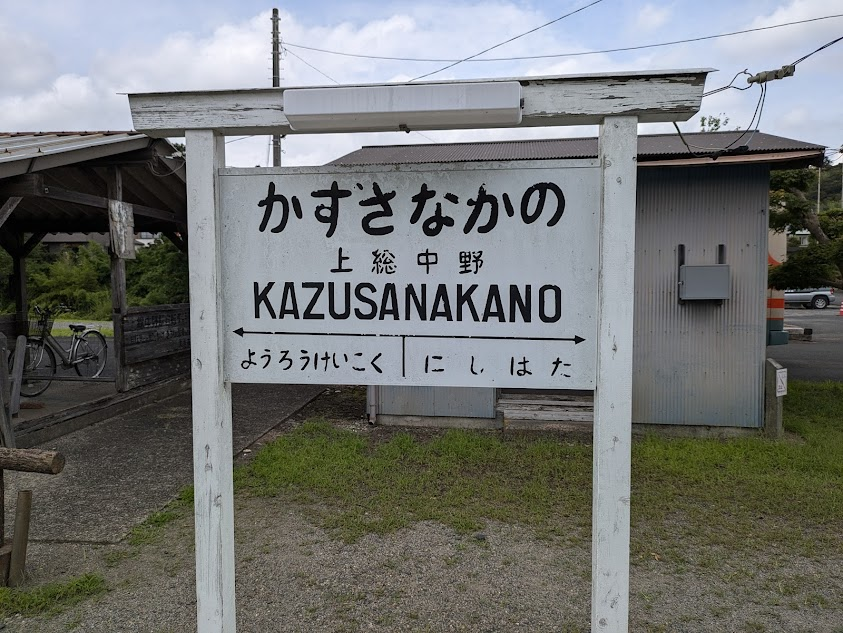
小湊鉄道の駅名標（2024年6月）
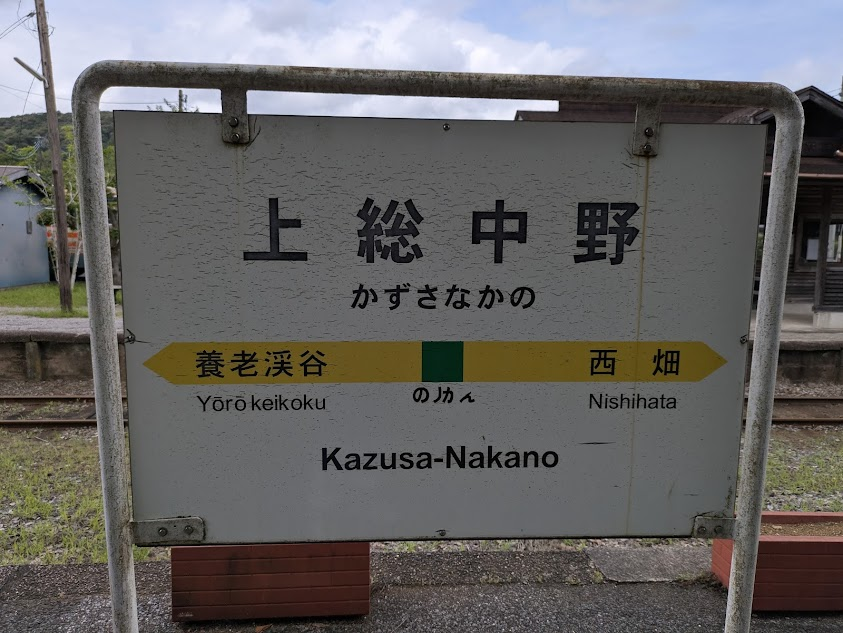
いすみ鉄道の駅名標（2024年6月）

## 利用状況
1日平均乗車人員は以下の通りである。
- 小湊鉄道
2020年度の1日平均乗車人員は21人[* 1]。
- いすみ鉄道
2020年度の1日平均乗車人員は52人[* 1]。

近年の一日平均乗車人員推移は下表の通り。
| 年度           | 一日平均 乗車人員 | 一日平均 乗車人員         | 一日平均 乗車人員              |
| 年度           | 小湊鉄道          | 国鉄/JR東日本 /いすみ鉄道 | 補足/備考                      |
| -------------- | ----------------- | ------------------------- | ------------------------------ |
| 1975           | 102               |                           | [ * 2 ]                        |
| 1976           | 90                |                           | [ * 3 ]                        |
| 1977           | 77                |                           | [ * 4 ]                        |
| 1978           | 80                |                           | [ * 5 ]                        |
| 1979           | 80                | 438                       | [ * 6 ]                        |
| 1980           | 87                | 452                       | [ * 7 ]                        |
| 1981           | 91                | 534                       | [ * 8 ]                        |
| 1982           | 71                | 600                       | [ * 9 ]                        |
| 1983           | 67                | 584                       | [ * 10 ]                       |
| 1984           | 68                | 782                       | [ * 11 ]                       |
| 1985           | 69                | 789                       | [ * 12 ]                       |
| 1986           | 74                | 710                       | [ * 13 ]                       |
| 1987(JR)       | 68                | 654                       | 国鉄からJR東日本になる。       |
| 1987（いすみ） | 68                | 247                       | JR東日本からいすみ鉄道に転換。 |
| 1988           | 57                | 227                       | [ * 15 ]                       |
| 1989           | 53                | 221                       | [ * 16 ]                       |
| 1990           | 57                | 235                       | [ * 17 ]                       |
| 1991           | 60                | 225                       | [ * 18 ]                       |
| 1992           | 66                | 208                       | [ * 19 ]                       |
| 1993           | 72                | 193                       | [ * 20 ]                       |
| 1994           | 72                | 187                       | [ * 21 ]                       |
| 1995           | 68                | 195                       | [ * 22 ]                       |
| 1996           | 58                | 179                       | [ * 23 ]                       |
| 1997           | 61                | 169                       | [ * 24 ]                       |
| 1998           | 46                | 156                       | [ * 25 ]                       |
| 1999           | 33                | 149                       | [ * 26 ]                       |
| 2000           | 26                | 143                       | [ * 27 ]                       |
| 2001           | 18                | 141                       | [ * 28 ]                       |
| 2002           | 16                | 131                       | [ * 29 ]                       |
| 2003           | 19                | 126                       | [ * 30 ]                       |
| 2004           | 16                | 98                        | [ * 31 ]                       |
| 2005           | 17                | 87                        | [ * 32 ]                       |
| 2006           | 16                | 123                       | [ * 33 ]                       |
| 2007           | 20                | 118                       | [ * 34 ]                       |
| 2008           | 23                | 128                       | [ * 35 ]                       |
| 2009           | 23                | 130                       | [ * 36 ]                       |
| 2010           | 28                | 141                       | [ * 37 ]                       |
| 2011           | 25                | 122                       | [ * 38 ]                       |
| 2012           | 40                | 144                       | [ * 39 ]                       |
| 2013           | 26                | 119                       | [ * 40 ]                       |
| 2014           | 28                | 132                       | [ * 41 ]                       |
| 2015           | 32                | 135                       | [ * 42 ]                       |
| 2016           | 39                | 149                       | [ * 43 ]                       |
| 2017           | 36                | 124                       | [ * 44 ]                       |
| 2018           | 34                | 90                        | [ * 45 ]                       |
| 2019           | 21                | 70                        | [ * 46 ]                       |
| 2020           | 21                | 52                        | [ * 1 ]                        |

## 駅周辺
- 国道465号
- 千葉県道32号大多喜君津線
- 千葉県道177号勝浦上野大多喜線
- 西畑郵便局
- 三育学院中学校
- 大多喜町立つぐみの森保育園
- 勝浦警察署西畑駐在所
- 山神水神社
- 養老渓谷

## バス路線
「中野駅」 停留所
- 粟又方面
- 養老渓谷駅方面
- 筒森方面
- 大多喜車庫方面

※いずれも小湊鉄道バス（大多喜車庫）の運行。

## その他
- 小湊鉄道側ホームの構内レールは1927年の刻印がある八幡製鉄所製60ポンド短尺レールが敷設されており、これは1928年の開業時からのものと思われる。
- 桑野信義出演のテレビショッピングの洗剤商品のコーナーにおいて、洗浄効果を示すために当駅の駅舎を全面的に洗浄したことがある。
- 行楽の時期には、無料でお茶が配られることもある。

## 隣の駅
小湊鉄道
■小湊鉄道線
養老渓谷駅 - 上総中野駅
いすみ鉄道
■いすみ線
西畑駅 - 上総中野駅